# Luigi Crosio
Luigi Crosio (Acqui Terme, 15 agosto 1834 – Torino, 15 gennaio 1916) è stato un pittore italiano.

## Biografia
Studiò all'Accademia Albertina di Torino. Autore di dipinti di genere caratterizzati da ambientazioni sei-settecentesche e di scene di ambientazione pompeiana, Crosio fu anche appassionato di opera traendo molti quadri e litografie dalle più popolari dell'epoca che furono pubblicate in libri o vendute direttamente al pubblico. 
Crosio ebbe quattro figlie e una di esse, Carola, sposò nel 1887 il noto matematico Giuseppe Peano.